# Mid-Michigan Destroyers
I Mid-Michigan Destroyers sono stati una società di pallacanestro statunitense con sede a Bay City, nel Michigan.
Nacquero nel 2008 per partecipare al campionato PBL. La franchigia sospese le operazioni prima della fine della stagione e non si ripresentò per la stagione successiva.

## Stagioni
| Stagione | Lega | Denominazione           | V | P  | %    | Piazzamento | Play-off |
| -------- | ---- | ----------------------- | - | -- | ---- | ----------- | -------- |
| 2009     | PBL  | Mid-Michigan Destroyers | 2 | 11 | 15,4 | 4º          | -        |